# André Dierickx
André Dierickx, född den 29 oktober 1947 i Oudenaarde, är en belgisk tidigare landsvägscyklist som var professionell från 1969 till 1981. Bland hans meriter återfinns totalsegrar i Belgien runt 1978 och Tour de Luxembourg 1971, samt segrar i Flèche Wallonne 1973 och 1975, Züri Metzgete 1973, Nokere Koerse 1970 och GP de Denain 1971. Nämnbara är även andraplatserna i Paris–Roubaix 1972, Flandern runt 1972, Liège-Bastogne-Liège 1977 och Paris–Bryssel 1979.
Innan Dierickx blev professionell kom han på nittonde plats i linjeloppet vid Olympiska spelen i Mexico City 1968.

## Meriter

### Amatör
1968
Vinnare av Flandern runt (amatörer)

### Professionell
| 1969 Vinnare av etapp 3a i Tour de Romandie 4:a i Omloop van het Houtland 9:a i Omloop van de Fruitstreek 9:a i Omloop van de Vlaamse Scheldeboorden 10:a i Harelbeke-Antwerpen-Harelbeke 1970 Vinnare av Nokere Koerse Vinnare av GP Pino Cerami Vinnare av Omloop der Vlaamse Gewesten Vinnare av etapp 1 i GP du Midi-Libre Vinnare av De Kustpijl 2:a i Grand Prix d'Isbergues 3:a i Züri Metzgete 3:a i Amstel Gold Race 3:a i Omloop Het Volk 3:a i Le Samyn 4:a i Paris–Roubaix 5:a totalt i Vuelta a Andalucia 6:a i Dokter Tistaertprijs 7:a i Dwars door België 9:a i La Flèche Wallonne 1971 Vinnare totalt av Tour de Luxembourg Vinnare av etapp 2 Vinnare totalt av Tour de l'Oise Vinnare av etapp 2b Vinnare av GP de Denain Vinnare av Omloop van het Houtland Vinnare av etapperna 2 och 4 i Critérium du Dauphiné libéré 2:a totalt i GP du Midi-Libre 2:a i Schaal Sels 7:a i Scheldeprijs 9:a i linjelopp vid Belgiska mästerskapen 1972 Vinnare av etapp 1 i Belgien runt Vinnare av etapp 4a i Paris–Nice 2:a i Paris–Roubaix 2:a i Flandern runt 2:a i GP Pino Cerami 2:a i Omloop Het Volk 2:a i Schaal Sels 4:a i Herinneringsprijs Dokter Tistaert – Prijs Groot-Zottegem 5:a totalt i Dunkerques fyradagars 6:a i Amstel Gold Race 6:a totalt i Vuelta a Andalucia 6:a i Grand Prix d'Isbergues 7:a i E3 Harelbeke 7:a i Omloop van het Leiedal 8:a i Milano–Sanremo 9:a i Bryssel–Meulebeke 10:a i slutställningen av Super Prestige Pernod 1973 Vinnare av Züri Metzgete Vinnare av La Flèche Wallonne 5:a i Lombardiet runt 6:a i Rund um den Henninger Turm 6:a i GP Union Dortmund 7:a i Nokere Koerse 8:a totalt i Vuelta a Andalucia 10:a totalt i Tour de Luxembourg 10:a i Omloop van het Leiedal 1974 Vinnare av Le Samyn Vinnare av Herinneringsprijs Dokter Tistaert – Prijs Groot-Zottegem 2:a i Omloop der Zennevallei 2:a i Leeuwse Pijl 2:a i Ronde de Seignelay 4:a i Paris–Bryssel 6:a i Paris–Roubaix 6:a totalt i Dunkerques fyradagars 7:a i Züri Metzgete 7:a i Rund um den Henninger Turm 8:a i La Flèche Wallonne 8:a i Nokere Koerse 9:a i Omloop van het Houtland 10:a i Paris–Tours | 1975 Vinnare av La Flèche Wallonne Vinnare av GP du canton d'Argovie Vinnare av Grand Prix de Wallonie 2:a i GP Union Dortmund 2:a i Omloop van het Houtland 2:a i Druivenkoers Overijse 3:a i Paris–Roubaix 3:a i Paris–Bryssel 3:a i GP de Denain 4:a i Amstel Gold Race 4:a totalt i Tour d'Indre-et-Loire Vinnare av etapp 1 5:a i Liège-Bastogne-Liège 5:a i Leeuwse Pijl 6:a totalt i Tour de Suisse 6:a i Rund um den Henninger Turm 6:a i Omloop van de Fruitstreek 7:a i Gent-Wevelgem 7:a i Omloop Het Volk 8:a i Züri Metzgete 8:a i Circuit des Frontières 1976 Vinnare av GP Union Dortmund 2:a i Hyon-Mons 4:a i Herinneringsprijs Dokter Tistaert – Prijs Groot-Zottegem 5:a totalt i Belgien runt 6:a i Grand Prix de Wallonie 8:a i La Flèche Wallonne 9:a i Gent-Wevelgem 9:a i Omloop van het Leiedal 10:a i Flandern runt 1977 Vinnare av Leeuwse Pijl 2:a i Tour du Condroz 2:a i Liège-Bastogne-Liège 3:a i GP Stad Vilvoorde 4:a i Rund um den Henninger Turm 4:a i GP de Denain 4:a totalt i Étoile de Bessèges Vinnare av etapp 1 5:a i Paris–Bryssel 5:a i Züri Metzgete 6:a i Gent-Wevelgem 6:a totalt i Dunkerques fyradagars 7:a i Omloop der Beide Vlaanderen 1978 Vinnare totalt av Belgien runt 4:a i Omloop Het Volk 5:a i Paris–Tours 5:a i linjelopp vid Belgiska mästerskapen 5:a i Ronde van Limburg 5:a totalt i Étoile de Bessèges 6:a i Paris–Bryssel 9:a i linjelopp vid Världsmästerskapen 10:a totalt i Driedaagse van De Panne-Koksijde 10:a i Druivenkoers Overijse 1979 Vinnare av etapp 8 i Tour de Suisse Vinnare av prologen i Vuelta a Andalucia 2:a i Paris–Bryssel 6:a totalt i Dunkerques fyradagars 1980 2:a i Heist-op-den-Berg 3:a i Polder-Kempen 9:a i Kuurne-Bryssel-Kuurne 1981 2:a totalt i Driedaagse van De Panne-Koksijde |